# 四川金罂粟
四川金罂粟（学名：Stylophorum sutchuenense）为罂粟科金罂粟属下的一个种。